# Ian Brzezinski

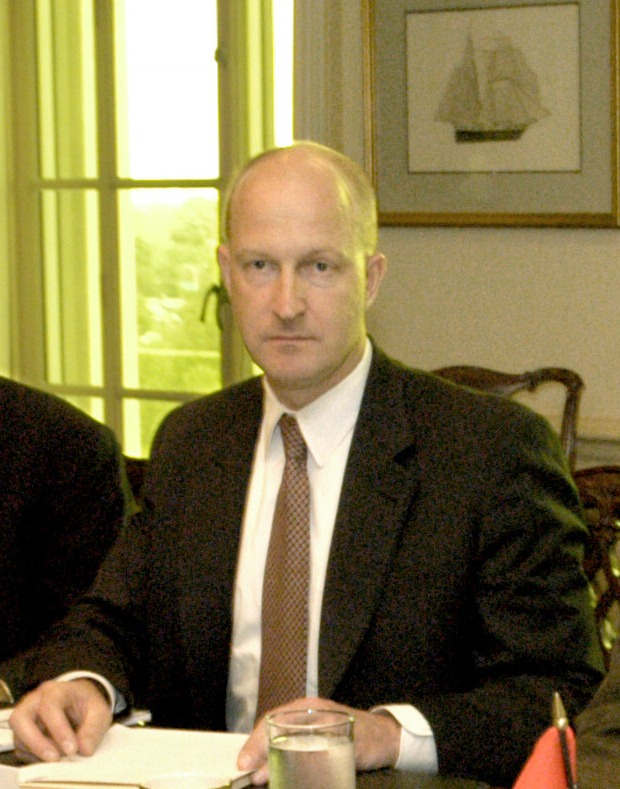
Ian Brzezinski

Ian Joseph Brzezinski (* 23. Dezember 1963) ist ein US-amerikanischer Experte für Außenpolitik und Militärangelegenheiten. Von 2001 bis 2005 war er Stellvertretender Staatssekretär im Verteidigungsministerium der Vereinigten Staaten für Europa- und NATO-Politik während der Präsidentschaft George W. Bushs.

## Familie
Ian Brzezinski ist der Sohn des Sicherheitsberaters und Geopolitikers Zbigniew Brzeziński und der Künstlerin Emilie Beneš Brzezinski, Bruder des US-amerikanischen Rechtsanwalts und Experten für Außenpolitik Mark Brzezinski und der Fernsehjournalistin Mika Brzezinski. Er ist Cousin des Schriftstellers Matthew Brzezinski.
Er ist mit Ginny Flynn-Brzezinski verheiratet. Sie haben einen Sohn, William Zbigniew Brzezinski (geboren 1999).

## Laufbahn
Ian Brzezinski beendete 1986 sein Studium am prestigeträchtigen Williams College. Im Anschluss arbeitete er von 1986 bis 1987 als Assistent im Nationalen Sicherheitsrat der US-Regierung. Von 1991 bis 1993 war er Mitglied des Planungsstabes im Verteidigungsministerium und von 1991 bis 1992 Berater des Zentrums für Marineanalyse (Center for Naval Analysis).
Zwischen 1993 und 1994 fungierte Ian Brzezinski als ehrenamtlicher Berater der Regierung der Ukraine und unterstützte den Nationalen Sicherheitsrat, das Außenministerium, das Verteidigungsministerium und das Parlament der Ukraine. 1995 kehrte er in die USA zurück und übernahm den Posten eines Rechtsberaters in Angelegenheiten der Nationalen Sicherheit für Senator William V. Roth. Im Jahre 2000 wurde er Mitglied des Senatsausschusses für Auswärtige Angelegenheiten (Committee on Foreign Relations). Er diente von 2001 bis 2005 als Stellvertretender Staatssekretär im Verteidigungsministerium für europäische und NATO-Politik.
Nach seinem Weggang vom Verteidigungsministerium wurde er Direktor der Beratungsfirma Booz Allen Hamilton, die in Militärfragen Unterstützung anbietet. Nach fünf Jahren verließ er Booz Allen Hamilton und ist nun Direktor der Brzezinski Group, LLC in Alexandria, Virginia, einer Beratungsfirma für internationale Kunden im Finanz-, Energie- und Verteidigungssektor. Nach eigener Darstellung bietet diese Unterstützung „dabei, geopolitische Entwicklungen zu navigieren (navigate), den Marktzugang und Strategien zur Chancennutzung (opportunity capture strategies) zu entwickeln und auszuführen und die Beziehungen zu Regierungsstellen zu managen.“. Brzezinski ist außerdem Mitglied der Strategieberatungsgruppe (Strategic Advisors Group) im Nordatlantikrat. 2010 wurde er zum Leitenden Fellow für das internationale Sicherheitsprogramm des Rates ernannt.
Brzezinski veröffentlicht häufig Beiträge zu außenpolitischen Themen in der US-amerikanischen Presse. Er hat sich am 9. März 2022 in einem offenen Brief an den amerikanischen Präsidenten und zusammen mit anderen für Beratungsunternehmen tätigen Experten für eine Flugverbotszone in der Ukraine ausgesprochen.

## Auszeichnungen
Für seine öffentlichen Verdienste wurden Ian Brzezinski folgende Auszeichnungen verliehen:
- Medaille des Verteidigungsministeriums für herausragende Leistungen
- Orden des litauischen Großfürsten Gediminas
- Auszeichnung des lettischen Verteidigungsministeriums
- rumänische Medaille
- Verdienstorden der Republik Polen (Offizier)

## Belege
1. ↑  Roth Staff Delivers
2. ↑   State Department Reform (Memento vom 14. August 2009 im Internet Archive)
3. ↑  http://www.linkedin.com/pub/ian-brzezinski/59/509/b37
4. ↑   Ian Brzezinski New Atlantic Council Senior Fellow (Memento vom 19. November 2010 im Internet Archive)
5. ↑  NATO and America, Obama’s Five Challenges at Lisbon, NATO's missing agenda item in Lisbon (Memento des Originals vom 19. August 2014 im Internet Archive)  Info: Der Archivlink wurde automatisch eingesetzt und noch nicht geprüft. Bitte prüfe Original- und Archivlink gemäß Anleitung und entferne dann diesen Hinweis.
6. ↑  Open Letter Calling for a Limited No-Fly Zone - It is the Right Thing to do - and do Now. Ehemals im Original (nicht mehr online verfügbar); abgerufen am 18. März 2022 (amerikanisches Englisch). (Seite nicht mehr abrufbar. Suche in Webarchiven)

| Personendaten    | Personendaten                                                         |
| ---------------- | --------------------------------------------------------------------- |
| NAME             | Brzezinski, Ian                                                       |
| ALTERNATIVNAMEN  | Brzezinski, Ian Joseph (vollständiger Name)                           |
| KURZBESCHREIBUNG | US-amerikanischer Experte für Außenpolitik und Militärangelegenheiten |
| GEBURTSDATUM     | 20. Jahrhundert                                                       |